# Patricia Bermúdez
Patricia Bermúdez, née à Santiago del Estero le 5 février 1987, est une pratiquante de lutte libre argentine.

## Titres en lutte libre
- 2022 : médaille de bronze aux Championnats panaméricains (-50 kg)